# Вирусная оболочка
Ви́русная оболо́чка, или суперкапси́д, — дополнительная оболочка, покрывающая капсид многих вирусов (в том числе вируса гриппа и многих вирусов животных).

## Состав
Оболочка, как правило, состоит из фрагментов хозяйских клеточных мембран (фосфолипидов и белков), но также содержит и вирусные гликопротеины. Вирусная оболочка используется для облегчения проникновения вируса в хозяйскую клетку. Гликопротеины на поверхности оболочки служат для идентификации и связи вируса со специфическим клеточным рецептором на мембране клетки-хозяина. Позже вирусная оболочка сливается с хозяйской мембраной, давая возможность капсиду и вирусному геному проникнуть внутрь и заразить хозяина. Шиповидные выступы на вирусной оболочке называются пепломерами.

## Функции
Как правило, клетка, от которой вирус отпочковывается сам, или погибает, или значительно ослабляется и длительное время выпускает новые вирусные частицы. Липидный бислой оболочки этих вирусов довольно чувствителен к высыханию, повышенной температуре и дезинфицирующим агентам, поэтому такие вирусы легче поддаются стерилизации, чем непокрытые вирусы, хуже выживают вне хозяйской клетки и обычно передаются от хозяина к хозяину. Но оболочечные вирусы имеют огромную приспособляемость, быстро изменяются и могут в короткое время уйти от иммунной системы. Оболочечные вирусы могут вызывать возобновляющиеся инфекции.

## Примеры
Таксоны оболочечных вирусов, среди которых есть и патогены человека:

### ДНК-содержащие вирусы
- Герпесвирусы
- Поксвирусы
- Гепаднавирусы

### РНК-содержащие вирусы
- Bunyavirales
- Flaviviridae
- Тогавирусы
- Коронавирусы
- Вирус гепатита дельта
- Ортомиксовирусы
- Парамиксовирусы
- Рабдовирусы[2]
- Филовирусы
- Ретровирусы

Также суперкапсидами обладают некоторые ДНК- и РНК-содержащие бактериофаги.